# Godzilla x Kong: Đế chế mới
Godzilla x Kong: Đế chế mới (tên tiếng Anh: Godzilla x Kong: The New Empire) là một bộ phim điện ảnh Mỹ thuộc thể loại quái vật ra mắt năm 2024 được đạo diễn bởi Adam Wingard. Phim do hãng Legendary Pictures và Warner Bros. Pictures phân phối. Đây là phần hậu truyện của Godzilla đại chiến Kong (2021), là tác phẩm thứ 7 và bộ phim điện thứ 5 trong loạt phim thuộc vũ trụ điện ảnh MonsterVerse. Ngoài ra, đây cũng là bộ phim thứ 38 của chuỗi phim về quái vật Godzilla và phần phim thứ 13 thuộc thương hiệu King Kong, đồng thời phim cũng đánh dấu trở thành bộ phim về Godzilla lần thứ 5 được sản xuất bởi hãng phim Mỹ. Phim có sự tham gia trở lại của dàn diễn viên cũ trong các vai diễn từ phần phim trước của họ bao gồm Rebecca Hall, Brian Tyree Henry, Kaylee Hottle bên cạnh dàn diễn viên mới gồm Dan Stevens và Trần Pháp Lai.
Trước sự thành công về mặt doanh thu phòng vé lẫn chiếu trực tuyến của Godzilla đại chiến Kong trong đại dịch COVID-19, Legendary đã mở đèn xanh cho phần hậu truyện vào tháng 3 năm 2022 và việc ghi hình sẽ được tiến hành vào cuối năm đó. Vào tháng 5 năm 2022, Wingard được thông báo sẽ trở lại với vai trò chỉ đạo bộ phim bên cạnh nam diễn viên Stevens sẽ thủ vai nhân vật chính. Phim chính thức được khởi quay tại Gold Coast, Queensland vào tháng 7 năm 2022 và đóng máy vào tháng 11 cùng năm.
Bộ phim có buổi công chiếu vào ngày 25 tháng 3 năm 2024 tại rạp TCL Chinese Theatre, sau đó được Warner Bros. Pictures phát hành tại Mỹ và Việt Nam vào ngày 29 tháng 3 cùng năm. Tác phẩm nhìn chung nhận về những lời nhận xét trái chiều từ giới chuyên môn sau khi ra mắt.

## Nội dung
Kong và Godzilla – hai sinh vật vĩ đại huyền thoại, hai kẻ thủ truyền kiếp sẽ cùng bắt tay thực thi một sứ mệnh chung mang tính sống còn để bảo vệ nhân loại, và trận chiến gắn kết chúng với loài người mãi mãi sẽ bắt đầu.

## Diễn viên
- Rebecca Hall trong vai Tiến sĩ Ilene Andrews
- Brian Tyree Henry trong vai Bernie Hayes
- Dan Stevens trong vai Trapper
- Kaylee Hottle trong vai Jia
- Alex Ferns trong vai Mikael
- Trần Pháp Lai trong vai nữ hoàng Iwi
- Rachel House trong vai Hampton

## Sản xuất

### Phát triển
Vào tháng 3, 2019, nhà sản xuất Alex Garcia đã chia sẻ về việc Legendary Pictures mong muốn sản xuất thêm nhiều bộ phim thuộc vũ trụ MonsterVerse nếu chúng trở nên thành công và nói rằng "Từng viên gạch một, mỗi viên đều được tạo nên tốt nhất có thể, vì vậy nên ngay bây giờ tất cả chúng đều được tập trung vào Chúa tể Godzilla (2019) và Godzilla đại chiến Kong (2021). Nhưng điều đó có ổn không? Vâng, đó là hy vọng nếu những bộ phim này thực sự tốt." Tháng 2, 2021, Wingard cũng đã đưa ra những lời bình luận về tương lai của MonsterVerse, "tôi biết chúng tôi có thể đi cùng với những bộ phim trong tương lai đến đâu." Tuy nhiên, ông cũng lưu ý rằng MonsterVerse được tạo ra "ở một mức độ nhất định" để hướng tới Godzilla đại chiến Kong. Ông cũng cho biết thêm rằng MonsterVerse đang ở "giao lộ" và nói rằng "Đó chính là thời điểm để các khán giả bước tới và bỏ phiếu cho những điều này nhièu hơn. Nếu bộ phim đó thành công thì chắc chắn họ sẽ tiếp tục phát triển hơn nữa."
Godzilla đại chiến Kong được phát hành vào ngày 24 tháng 3, 2021 và trở thành một cú nổ lớn tại phòng vé và cả trên các nền tảng chiếu phim trực tuyến trong thời kỳ đại dịch COVID-19. Phim đã thành công thu về được 470 triệu Đô la Mỹ toàn cầu, vượt qua điểm hòa vốn là 330 triệu Đô la Mỹ, và đồng thời cũng trở thành bộ phim bị chiếu lậu nhiều nhất trong năm 2021. Vào tháng 4 năm 2021, CEO của Legendary, ông Josh Grode đã chia sẻ quan điểm về các phần hậu truyện tiềm năng như sau "chúng tôi đã có được một số lượng ý tưởng cho nhiều phần phim hơn." Cũng trong ngày hôm đó, hashtag #ContinueTheMonsterVerse (tạm dịch: Tiếp tục Vũ trụ Điện ảnh MonsterVerse) đã trở thành trào lưu trên nền tảng Twitter, và điều này đã được Legendary công nhận và nhận được sự ủng hộ từ Jordan Vogt-Roberts, đạo diễn của bộ phim Kong: Đảo Đầu lâu (2017). Ngày 27 tháng 4 năm 2021, tờ The Hollywood Reporter đã thông báo rằng Legendary đã "lặng lẽ tiến hành các bước để kéo dài loạt phim bằng một hoặc nhiều tác phẩm khác nữa," đồng thời họ cũng đang thương lượng với Wingard để ông tiếp tục trở lại ngồi vào chiếc ghế đạo diễn của bộ phim. Nhiều ý tưởng khác nhau đã được xem xét, trong đó có Son of Kong là một trong những ứng cử đầy tiềm năng. Tháng 8 năm 2021, biên kịch Max Borenstein của MonsterVerse đã chia sẻ rằng "sẽ có một số tác phẩm mới và hấp dẫn sắp được ra mắt" sau sự thành công của Godzilla đại chiến Kong.
Vào ngày 20 tháng 3, 2022, phần hậu truyện của Godzilla đại chiến Kong được tiết lộ sẽ bắt đầu quá trình quay phim vào cuối năm tại Gold Coast, Queensland và một vài địa điểm khác tại Đông Nam Queensland. Vào tháng 5 năm 2022, thông tin về việc Wingard sẽ tiếp tục cầm trịch bộ phim bên cạnh Dan Stevens đảm nhận vai diễn nhân vật chính được xác nhận. Trước đây, Wingard và Stevens đã từng làm việc với nhau trong bộ phim The Guest (2014). Ngày 19 tháng 3, 2022, tờ Production Weekly đã viết rằng tựa đề ẩn danh của bộ phim chính là Origins (tạm dịch: Nguồn gốc). Vào ngày 30 tháng 6 năm 2022, có thông tin xác nhận về việc Mary Parent, Alex Garcia, Eric McLeod, Brian Rogers, Thomas Tull và Jon Jashni sẽ trở lại với vai trò nhà sản xuất phim.  Ngày 1 tháng 7 năm 2022, công ty Toho Co., Ltd. chính thức xác nhận phim sẽ có sự góp mặt của quái vật Godzilla.

### Tiền kỳ
Tháng 4 năm 2022, hãng phim Warner Bros. Pictures và Legendary đã công bố về một bản thảo tóm tắt mới của phim bên cạnh việc dàn diễn viên cũ từ phần phim Godzilla đại chiến Kong bao gồm Rebecca Hall, Brian Tyree Henry, Kaylee Hottle sẽ trở lại các vai diễn cũ của hộ bên cạnh các diễn viên mới tham gia vào dàn cast bao gồm Trần Pháp Lai, Alex Ferns và Rachel House, nữ diễn viên Millie Bobby Brown, người từng xuất hiện trong hai phần phim Chúa tể Godzilla và Godzilla đại chiến Kong sẽ không trở lại vai diễn cũ lần này vì cô đang bận tham gia bộ phim The Electric State. Ngoài ra, thông tin cũng tiết lộ rằng Wingard sẽ hợp tác một lần nữa cùng với thiết kế sản xuất Tom Hammock, biên tập Josh Schaeffer, nhà soạn nhạc Tom Holkenborg và Terry Rossio cũng sẽ trở lại để chấp bút cho kịch bản phim bên cạnh Jeremy Slater và một cộng tác viên thân thuộc của Wingard là Simon Barrett.

### Quay phim
Công đoạn quay phim chính của phim được chính thức bắt đầu vào ngày 29 tháng 7, 2022 tại Gold Coast, Queensland. Trong quá trình bắt đầu sản xuất, Ben Seresin cũng đã xác nhận rằng anh sẽ tiếp tục cầm trịch vị trí đạo diễn hình ảnh của phim. Tháng 11 năm 2022, có thông tin về việc phim đã chính thức đóng máy tại Úc và đoàn làm phim đã tiết lộ rằng tựa đề khả năng cao của phim vào thời điểm đó là Godzilla và Kong.

## Âm nhạc
Vào tháng 8 năm 2022, Tom Holkenborg được thông báo sẽ trở lại với vai trò nhà soạn nhạc chính của phim sau bộ phim Godzilla đại chiến Kong.

## Phát hành

### Quảng bá
Chiến dịch quảng bá của phim bắt đầu vào tháng 4 năm 2023 khi Legendary chính thức phát hành đoạn teaser trailer tiết lộ tựa đề chính thức của phim. Vào cuối tháng 9 cùng năm, các banner, teaser quảng cáo cũng đã được trưng bày trong triển lãm tại Hội chợ Đồ chơi Quốc tế Bắc Mỹ diễn ra ở New York.

### Rạp chiếu phim
Phim được dự kiến sẽ chiếu tại các rạp vào ngày 12 tháng 4 năm 2024. Tuy nhiên, trước đó phim đã được ấn định vào ngày 15 tháng 3 năm 2024.